# Biała czekolada

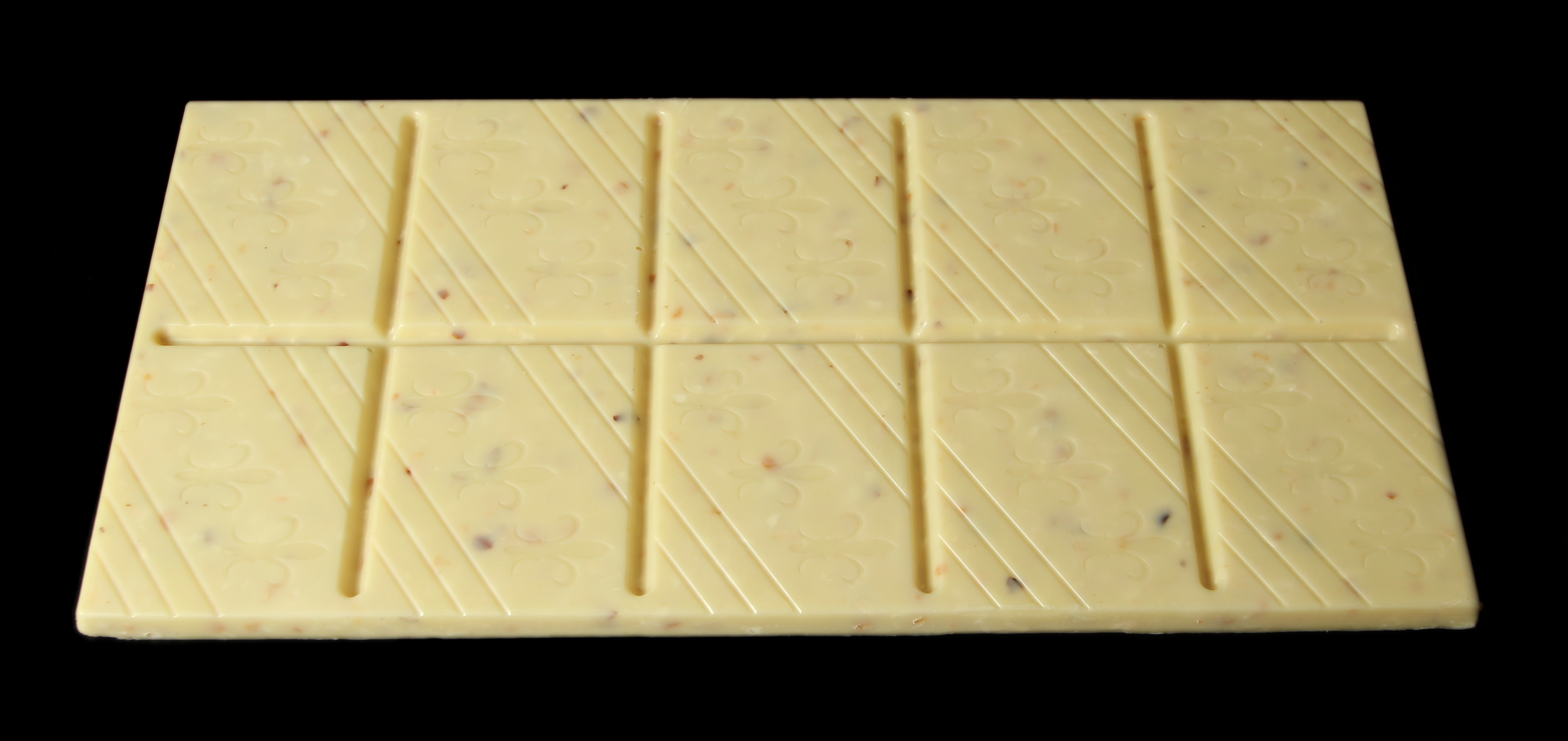
Biała czekolada

Biała czekolada – jeden z rodzajów  czekolady na bazie masła kakaowego, cukru i mlecznych składników. Biała czekolada nie zawiera proszku kakaowego, który można znaleźć w innych typach czekolady. Charakteryzuje się bladym kolorem. Temperatura topnienia masła kakaowego, jedynego składnika ziaren kakaowych w białej czekoladzie, jest wystarczająco wysoka, aby utrzymać białą czekoladę w stanie stałym w temperaturze pokojowej, tak jak w przypadku czekolady mlecznej i gorzkiej.

## Skład i produkcja
Biała czekolada nie zawiera proszku kakaowego (beztłuszczowy składnik kakao). Masa kakaowa jest głównym składnikiem konwencjonalnego likieru czekoladowego - czekolady w jej surowej, niesłodzonej postaci. Podczas produkcji ciemne części stałe ziarna kakaowego są oddzielane od jego zawartości tłuszczu, tak jak w przypadku czekolady mlecznej i gorzkiej. W rezultacie to masło kakaowe jest jedynym składnikiem kakaowym w białej czekoladzie. Ponieważ nie zawiera proszku kakaowego, biała czekolada zawiera tylko śladowe ilości stymulantów – teobrominę i kofeinę. Biała czekolada może zawierać dodatkowe aromaty, takie jak wanilia.

## Regulacje prawne
Przepisy określają, co może być sprzedawane jako „biała czekolada”: w Unii Europejskiej, od 2000 r., biała czekolada musi zawierać (wagowo) co najmniej 20% masła kakaowego, 14% całkowitej masy mlecznej i 3,5% tłuszczu mlecznego. Te same normy obowiązują w Stanach Zjednoczonych od 2004 r., z dodatkowym zastrzeżeniem, że produkt może zawierać nie więcej niż 55% cukru lub innych substancji słodzących. Przed 2004 rokiem amerykańskie firmy musiały mieć tymczasowe pozwolenia na sprzedaż białej czekolady.

## Historia
W 1936 roku szwajcarskie przedsiębiorstwo Nestlé wprowadziło na rynek europejski białą czekoladę o nazwie Galak. Od lat czterdziestych do dziewięćdziesiątych XX w. Nestlé produkowało batonik białej czekolady z kawałkami migdałów o nazwie Alpine White, który był sprzedawany w Stanach Zjednoczonych Ameryki i Kanadzie.